# Brachioppiella hartensteini
Brachioppiella hartensteini är en kvalsterart som först beskrevs av Hammer 1968.  Brachioppiella hartensteini ingår i släktet Brachioppiella och familjen Oppiidae. Inga underarter finns listade.